# Sofja Proswirnowa
Sofja Siergiejewna Proswirnowa (ur. 20 grudnia 1997 w Petersburgu) – rosyjska panczenistka, specjalizująca się w short tracku, wielokrotna medalistka mistrzostw świata i mistrzostw Europy, uczestniczka zimowych igrzysk olimpijskich.
Dwukrotnie brała udział w zimowych igrzyskach olimpijskich. Podczas zimowych igrzysk olimpijskich w Soczi w 2014 roku rywalizowała w trzech konkurencjach. W konkurencji na dystansie 500 metrów zajęła 15. pozycję, w konkurencji na dystansie 1000 metrów zajęła 24. pozycję, w rywalizacji sztafet zaś rosyjski zespół z jej udziałem zajął 4. pozycję. Cztery lata później brała udział w czterech konkurencjach rozgrywanych na zimowych igrzyskach olimpijskich w Pjongczangu. Udało się jej zająć 5. pozycję w konkurencji biegu na 500 metrów oraz 21. pozycję w konkurencji biegu na 1500 metrów. W konkurencji biegu na dystansie 1000 metrów Rosjanka została zdyskwalifikowana. W rywalizacji sztafet zespół olimpijskich lekkoatletów z Rosji z jej udziałem zajął 5. pozycję.